# Mật sim

Rượu vang sim

Rượu sim là một loại rượu đặc sản của Phú Quốc, Việt Nam được sản xuất truyền thống lên men tự nhiên từ trái sim rừng và đường cát trắng, có thể pha thêm rượu đã làm giàu để tăng nồng độ. Trái sim dùng làm rượu ở Phú Quốc chủ yếu là hồng sim.

## Sản xuất
Trái sim chín rửa sạch, xay dập vỏ và ủ lên men tự nhiên với đường cát theo một tỷ lệ nhất định (còn được giữ bí mật để cho ra được sản phẩm tốt) trong môi trường yếm khí từ 40 đến 45 ngày. Dưới tác dụng của men vi sinh tự nhiên có trên vỏ quả sim, đường có sẵn trong quả và đường cát trắng đã bổ sung được lên men thành rượu. Sau khi sản phẩm lên men hoàn chỉnh ta sẽ được một loại rượu màu hồng, uống có vị cay chua ngọt như rượu vang nho với nồng độ khoảng từ 10 -14%.
C6H12O6 → 2 CH3CH2OH + 2 CO2
Những loại rượu sau không được coi là rượu sim: gồm sim tươi ngâm trực tiếp với rượu, cây sim (thân, rễ lá) ngâm rượu vì rượu sim truyền thống là loại rượu lên men tự nhiên từ trái sim. Một số sản phẩm rượu Sim đã sản xuất được ở Phú Quốc bao gồm: rượu Sim 39%vol, rượu Sim 30%vol, rượu vang Sim 12%vol (không qua chưng cất)....
Ở Phú Quốc có một số gia đình sản xuất rượu sim cung cấp cho thị trường khách du lịch ở đảo và được đăng ký nhãn hiệu chất lượng tại Sở Y tế tỉnh Kiên Giang Đảo Sim (Thành Long), Sim Sơn, Bảy Gáo.

Hoa trái cây sim

## Công dụng
Nói chung, trái sim tốt cho sức khỏe ở nhiều mặt. Công dụng thường thấy của Mật sim theo thông tin từ nhà sản xuất là trị tốt cho Hệ tiêu hóa, bị nặng bung,ăn không tiêu, nhất là khi ăn các hải sản giàu đạm và gỏi cá trích. Ngoài ra Mật sim còn có tác dụng trị các bệnh nhức mỏi thông thường, bổ máu, khí huyết lưu thông.

## Cách dùng
Mật sim rất được ưa chuộng như một thức uống có lợi cho sức khỏe. Thông thường thì có thể pha với nước đá để uống. Ngoài ra Mật sim còn là 1 nguyên liệu để pha cocktail. Mật sim nếu pha với rượu trắng (thường thì theo tỉ lệ 1:5) sẽ tạo ra được một loại rượu mới có mùi thơm và màu sắc đặc trưng của sim, vị rất ngon.